# عضل هوغسترالي
عضل هوغسترالي (الاسم العلمي: Gerbillus hoogstraali) (بالإنجليزية: Hoogstraal’s Gerbil)‏ هو نوع من الحيوانات يتبع جنس العضل من الفصيلة الفأرية.